# Álvaro Campos Estellés
Álvaro Campos Estellés (Mislata, Valencia, 1 de abril de 1987) es un futbolista español. Juega de portero y actualmente se encuentra sin equipo.

## Trayectoria
Formado en las categorías inferiores del Levante UD, pasó por varios equipos de tercera división hasta firmar por el Real Murcia.
En la temporada 2009 jugaría en Real Murcia Imperial y alternaría el filial con el primer equipo (tercer portero junto a Elía y Alberto Cifuentes).
En julio de 2010 firmó por el histórico Cádiz Club de Fútbol, donde en la temporada 2010-2011 fue el segundo mejor portero del grupo IV de la Segunda División B, con un promedio de goles encajados de 0,72 por partido.
En la temporada 2011-2012 fichó por el Albacete Balompié convirtiéndose en el portero de la Copa del Rey que eliminó al Club Atlético de Madrid en el Calderón tras vencer 0-1 en el partido de vuelta. En su segunda temporada en el club manchego fue el segundo mejor portero del Grupo IV. 
Posteriormente, firmó por el Deportivo Guadalajara siendo de nuevo el segundo mejor portero del Grupo IV de la Segunda División B con un promedio de goles encajados de 0,87 y habiendo disputado todos los partidos de la temporada regular.
Tras su etapa castellano-manchega decidió firmar por el C.D. Castellón en la tercera división, donde estuvo dos temporadas, siendo uno de los capitanes del equipo orellut. 
La temporada 2016/2017 fichó por el Club Lleida Esportiu en la Segunda División B.
En la temporada 2017/2018 ficha por el Ontinyent Club de Fútbol en la Segunda División B Grupo III.
Su equipo desde la temporada 2018/2019 es el C.D. Castellón que en dicha temporada ascendió a Segunda División B después de 7 años en Tercera División.

## Clubes
| Club                              | País   | Temporada | Categoría          | Partidos | Goles |
| --------------------------------- | ------ | --------- | ------------------ | -------- | ----- |
| Levante UD B                      | España | 2005-2006 | Segunda División B | S/D      | S/D   |
| Sporting Club Requena (cedido)    | España | 2006-2007 | Tercera División   | S/D      | S/D   |
| Ontinyent Club de Futbol (cedido) | España | 2007-2008 | Segunda División B | S/D      | S/D   |
| Real Murcia Imperial              | España | 2008-2009 | Segunda División B | S/D      | S/D   |
| Real Murcia                       | España | 2009-2010 | Segunda División   | S/D      | S/D   |
| Cádiz Club de Fútbol              | España | 2010-2011 | Segunda División B | 27       | 20    |
| Albacete Balompié                 | España | 2011-2012 | Segunda División B | 8        | 11    |
| Albacete Balompié                 | España | 2012-2013 | Segunda División B | 36       | 32    |
| Deportivo Guadalajara             | España | 2013-2014 | Segunda División B | 38       | 33    |
| CD Castellón                      | España | 2014-2016 | Tercera División   | 68       | 66    |
| Club Lleida Esportiu              | España | 2016-2017 | Segunda División B | 38       | S/D   |
| Ontinyent Club de Futbol          | España | 2017-2018 | Segunda División B | 38       | 30    |
| CD Castellón                      | España | 2018-2019 | Segunda División B |          |       |